# 2. československá fotbalová liga 1957/1958
V soubojích 26. ročníku druhé nejvyšší fotbalové soutěže – 2. československé fotbalové ligy 1957/1958 – se utkalo 24 mužstev ve dvou skupinách po 12 účastnících každý s každým trojkolovým systémem jaro 1957–podzim 1957–jaro 1958 (z důvodu přechodu zpět na systém podzim–jaro od ročníku 1958/1959). Tento ročník začal v sobotu 30. března 1957 a skončil v neděli 15. června 1958 (sk. B skončila již v neděli 1. června 1958).

## Skupina A
| Poř. | Tým                            | Z  | V  | R | P  | VG  | OG  | B  |
| ---- | ------------------------------ | -- | -- | - | -- | --- | --- | -- |
| 1.   | TJ Spartak Praha Stalingrad    | 33 | 20 | 9 | 4  | 100 | 37  | 49 |
| 2.   | TJ Spartak Ústí nad Labem (N)  | 33 | 20 | 4 | 9  | 84  | 51  | 44 |
| 3.   | TJ Tatran Teplice              | 33 | 16 | 7 | 10 | 68  | 38  | 39 |
| 4.   | TJ Spartak Plzeň LZ            | 33 | 15 | 8 | 10 | 76  | 51  | 38 |
| 5.   | TJ Spartak Čelákovice          | 33 | 16 | 4 | 13 | 60  | 52  | 36 |
| 6.   | TJ Dynamo Karlovy Vary         | 33 | 16 | 2 | 15 | 70  | 71  | 34 |
| 7.   | TJ Slavoj Liberec (N)          | 33 | 14 | 4 | 15 | 66  | 58  | 32 |
| 8.   | TJ Spartak Motorlet Praha      | 33 | 12 | 6 | 15 | 52  | 61  | 30 |
| 9.   | TJ Jiskra Liberec              | 33 | 14 | 2 | 17 | 71  | 79  | 30 |
| 10.  | TJ Lokomotiva Nymburk          | 33 | 10 | 6 | 17 | 50  | 90  | 26 |
| 11.  | TJ Slavoj České Budějovice (N) | 33 | 8  | 7 | 18 | 40  | 78  | 23 |
| 12.  | TJ Spartak Mladá Boleslav AZNP | 33 | 6  | 3 | 24 | 49  | 124 | 15 |

Poznámky:
- Z = Odehrané zápasy; V = Vítězství; R = Remízy; P = Prohry; VG = Vstřelené góly; OG = Obdržené góly; B = Body; (N) = Nováček (postoupivší z nižší soutěže); (S) = Sestoupivší z vyšší soutěže

|  | Postup do I. čs. fotbalové ligy 1958/1959 |
|  | Sestup do Oblastní soutěže 1958/1959      |

## Skupina B
| Poř. | Tým                               | Z  | V  | R  | P  | VG | OG  | B  |
| ---- | --------------------------------- | -- | -- | -- | -- | -- | --- | -- |
| 1.   | TJ Dynamo Žilina (S)              | 33 | 20 | 5  | 8  | 79 | 35  | 45 |
| 2.   | TJ Jednota Košice „B“ (N)         | 33 | 19 | 6  | 8  | 64 | 29  | 44 |
| 3.   | VTJ Dukla Trenčín                 | 33 | 15 | 8  | 10 | 59 | 37  | 38 |
| 4.   | TJ Jiskra Podvesná Gottwaldov (N) | 33 | 15 | 8  | 10 | 50 | 45  | 38 |
| 5.   | TJ Slovan Prostějov               | 33 | 16 | 5  | 12 | 76 | 61  | 37 |
| 6.   | TJ Slovan Nitra                   | 33 | 14 | 8  | 11 | 58 | 43  | 36 |
| 7.   | TJ VŽKG Ostrava                   | 33 | 15 | 4  | 14 | 74 | 55  | 34 |
| 8.   | TJ Tatran Topoľčany (N)           | 33 | 12 | 9  | 12 | 54 | 49  | 33 |
| 9.   | TJ Iskra Odeva Trenčín            | 33 | 13 | 6  | 14 | 58 | 53  | 32 |
| 10.  | TJ Slovan ÚNV Bratislava „B“      | 33 | 6  | 15 | 12 | 45 | 62  | 27 |
| 11.  | TJ Lokomotíva Spišská Nová Ves    | 33 | 7  | 10 | 16 | 36 | 78  | 24 |
| 12.  | TJ Jednota Košice „A“ (S)         | 33 | 0  | 6  | 27 | 19 | 125 | 6  |

Poznámky:
- Z = Odehrané zápasy; V = Vítězství; R = Remízy; P = Prohry; VG = Vstřelené góly; OG = Obdržené góly; B = Body; (N) = Nováček (postoupivší z nižší soutěže); (S) = Sestoupivší z vyšší soutěže

|  | Postup do I. čs. fotbalové ligy 1958/1959 |
|  | Sestup do Oblastní soutěže 1958/1959      |